# It’s Alright (I See Rainbows)
It’s Alright (I See Rainbows) ist das siebte Solo-Studioalbum von Yoko Ono. Gleichzeitig ist es einschließlich der drei Avantgarde-Alben sowie  Some Time in New York City und Double Fantasy mit ihrem Ehemann John Lennon und des Live-Albums der Plastic Ono Band das insgesamt dreizehnte Album Yoko Onos. Es wurde am 16. Dezember 1982 in Großbritannien und am 29. November 1982 in den USA veröffentlicht.

## Entstehungsgeschichte
Das Nachfolgealbum zu  Season of Glass wurde erneut in den „Hit-Factory“-Studios eingespielt, diesmal war allerdings Yoko Ono die alleinige Produzentin, auch die Musiker des Vorgängeralbums wurden nicht wieder engagiert. Die Aufnahmen erfolgten wahrscheinlich  im August/September 1982.
Nach Meinungsverschiedenheiten mit David Geffen wechselte Yoko Ono am 3. Oktober 1982 zu Polydor, sodass It’s Alright (I See Rainbows) und im Jahr 1984 Milk and Honey, sowie auch das Yoko-Ono-Nachfolgealbum Starpeace, auf diesem Label veröffentlicht wurden.
Das Album war musikalisch kommerziell ausgerichtet und wurde nach dem Vorgängeralbum Season of Glass das zweiterfolgreichste Album von Yoko Ono. Die Lieder My Man und Never Say Goodbye spielen textlich auf John Lennon an, bei dem zweitgenannten Titel hört man Lennon den Namen Yoko schreien. Loneliness und Tomorrow May Never Come wurden erstmals für das Album A Story im Jahr 1974 aufgenommen und hier für das Album neu eingespielt.
Im Begleitheft der Onobox erwähnt Yoko Ono, dass sie die Entstehung des Albums It’s Alright (I See Rainbows) als schwierig empfand, da sie nun versuchte nach dem Tod von John Lennon wieder ein normales Leben zu führen und sie weiterhin auch versuchte einen neuen Sound während der Aufnahmen zu entwickeln.
Das weitere aufgenommene, aber nicht verwendete Lied Forgive Me, My Love erschien im Jahr 1992 auf der Onobox.

## Cover
Die Covergestaltung erfolgte von Yoko Ono sowie Bill Levy und Bob Heimall. Das Coverfoto stammt von Bob Gruen und Nishi F. Saimaru. Auf der Rückseite des Covers ist neben Yoko Ono und Sean Lennon auch John Lennon im Central Park in New York City zu sehen, bei der CD-Wiederveröffentlichung ist John Lennon auf dem Rückcover nicht zu sehen.

## Titelliste
Alle Titel des Albums wurden von Yoko Ono komponiert.
- Seite 1

1. My Man –  3:45
2. Never Say Goodbye – 4:17
3. Spec of Dust – 3:32
4. Loneliness – 3:34
5. Tomorrow May Never Come – 2:38

- Seite 2

1. It’s Alright – 4:34
2. Wake Up – 3:40
3. Let the Tears Dry – 3:26
4. Dream Love – 4:43
5. I See Rainbows – 2:34

- CD-Bonustitel

1. Beautiful Boys – 2:00
2. You’re the One – 4:50

## Wiederveröffentlichung
Die Erstveröffentlichung des vollständigen  Albums im CD-Format erfolgte von Rykodisc Records am 8. September 1997 und beinhaltet zwei zusätzliche Lieder, beide Lieder stammen nicht von den Aufnahmesessions. Beautiful Boys ist eine Demoversion, bei dem Yoko Ono Klavier spielt und singt. Das Lied wurde in einer Studioversion auf dem Album Double Fantasy veröffentlicht. You’re the One ist eine alternative Studioversion, aufgenommen im Jahr 1983, das Original erschien auf dem Album Milk and Honey. Das Album It’s Alright (I See Rainbows) wurde im Jahr 1997 von Yoko Ono und Rob Stevens neu abgemischt und von George Marino und Rob Stevens in den Sterling Sound Studios neu remastert.

## Single-Auskopplungen

### My Man
Als erste Single wurde My Man / Let the Tears Dry in den USA am 2. November 1982 und in Großbritannien am  26. November 1982 aus dem Album ausgekoppelt. Die US-amerikanische Promotion-12″-Vinyl-Single enthält die gleichen Lieder.

### Never Say Goodbye
In den USA erschien am 25. Januar 1983 die Single Never Say Goodbye / Loneliness. In Großbritannien und Deutschland wurde die Single nicht veröffentlicht. Die US-amerikanische 12″-Vinyl-Single enthält Remixe der beiden Lieder.

### Single B-Seiten
Zwei Lieder Never Say Goodbye und Loneliness des Albums It’s Alright (I See Rainbows)  wurden als B-Seiten von Singleauskopplungen des Albums Milk and Honey verwendet:
- In Großbritannien erschien am 9. März 1984 die 12″-Vinyl-Maxisingle: Borrowed Time / Your Hands / Never say Goodbye.[8]
- In Großbritannien wurde am 16. Juli 1984 auch folgende 12″-Vinyl-Maxisingle veröffentlicht: I’m Stepping Out / Sleepless Night / Loneliness.[9]

## Chartplatzierungen
| ChartsChartplatzierungen       | Höchstplatzierung | Wochen |
| ------------------------------ | ----------------- | ------ |
| Vereinigte Staaten (Billboard) | 98 (13 Wo.)       | 13     |

Beide oben erwähnten Singles platzierten sich nicht in den Charts.